# Sauteyrargues
Sauteyrargues är en kommun i departementet Hérault i regionen Occitanien i södra Frankrike. Kommunen ligger i kantonen Claret som tillhör arrondissementet Montpellier. År 2022 hade Sauteyrargues 435 invånare.

## Befolkningsutveckling
Antalet invånare i kommunen Sauteyrargues
Referens:INSEE